# 森倉智奈央
森倉 智奈央（もりくら ちなお、12月30日） は、日本のナレーター。ナレータープロダクション・洒落Sharaku所属。千葉県出身。
資格：普通自動車免許、英検準2級、ビジネス能力検定3級。特技：高速瞬き、趣味：ファッション、ディズニー。身長147cm。元市原市ご当地アイドル「COSMIC11」メンバー。

## 出演作品

### 映画番宣ナレーション
- LDH『CINEMAFIGHTERS project パーフェクトNAVI』 Vol.3「昨日より赤く明日より青く」

### TV-CMナレーション
- スモッカ！
- 楽天カード

### TVナレーション
- 遊び方改革（フジテレビ系列）
- 恋愛マルシェ（BSフジ系列）
- DAIGOのアマイワナ～昭和エモーショナルSONG～（BSフジ系列）
- BSフジ開局20周年記念 爆笑サンデースペシャル（BSフジ系列）
- KIBO宇宙放送局 開局特番～WE ARE KIBO CREW～（BSスカパー！）
- サタデーステーション ネット企画（テレビ朝日系列）
- HONEY POP TV in 韓国（CS Mnet）
- 雪国物語（通販）（BS）
- ディスカバリー傑作選（BS）

### TVボイスオーバー
- 突撃!カネオくん（NHK）
- 皇室日記（日本テレビ系列）
- 目撃!超逆転スクープ2 世紀の凶悪監禁犯VS決死の生還劇（フジテレビ系列）
- 目撃!超逆転スクープ3 戦慄の凶悪犯VS決死の生還劇（フジテレビ系列）
- 目撃!超逆転スクープ4 娘を救え!命をかけた母の闘い 愛と涙の生還SP（フジテレビ系列）
- 目撃!超逆転スクープ5 殺人者の微笑み（フジテレビ系列）
- 目撃!超逆転スクープ6 世界が震えたミラクルストーリー（フジテレビ系列）
- 目撃！超逆転スクープ7 家族を引き裂く衝撃のミステリー事件簿（フジテレビ系列）
- ノンストップ!（フジテレビ系列）
- スッキリ（日本テレビ系列）
- 報道ライブ インサイドOUT（BS11）
- 坂上どうぶつ王国 （フジテレビ系列）

### VPナレーション
- 消防庁
- 青森県自治体
- グロービス
- 栃尾福祉会

### 提供読みナレーション
- BS11（アナコメ）

### 舞台
- 無伴奏Δ組曲＃1『３』
- 無伴奏Δ組曲＃2『６』
- 無伴奏Δ組曲『andante#1』
- 無伴奏Δ組曲『こじんら』[1]
- 某区Produce 地味な花屋 vol.1『リコリス』
- 某区Produce 地味な花屋 vol.2『クレマチス』
- 9-states 15周年公演『カテゴリーボックス：Re』